# Нойман, Герберт
Герберт Нойман (нем. Herbert Neumann; род. 14 ноября 1953, Кёльн, Северный Рейн-Вестфалия) — немецкий футболист и тренер.

## Биография

### Футболиста
Большую часть своей карьеры провел в «Кёльне», который в ту пору считался одним из сильнейших клубов страны. Вместе с ним Нойман становился чемпионом Германии. Позднее полузащитник провёл два сезона в итальянской Серии А за «Удинезе» и «Болонью». Позднее он играл в греческом «Олимпиакосе». Завершил карьеру футболист в швейцарском клубе низшей лиги «Кьяссо». В нём Нойман исполнял роль играющего тренера.
В 1978 году он провёл один матч за сборную ФРГ.

### Тренера
В качестве наставника Герберт Нойман руководил клубами из Швейцарии, Нидерландов, Бельгии и Турции. По словам российского футболиста Дмитрия Шукова, игравшего под руководством Ноймана в «Витессе», тренер употреблял кокаин, из-за чего он потерял должность в клубе. Последним местом работы немецкого специалиста стал нидерландский ВВВ-Венло.

## Достижения

### Футболиста
- Чемпион Германии: 1977/78.
- Обладатель Кубка Германии (2): 1976/77, 1977/78.

### Тренера
- Обладатель Суперкубка Бельгии: 1995.